# پلیزنت گرووز (آلاباما)
پلیزنت گرووز (به انگلیسی: Pleasant Groves) شهری در شهرستان جکسون ایالت آلاباما است که مساحت آن ۹٫۴۵ کیلومتر مربع است و در سرشماری سال ۲۰۱۰ میلادی، ۴۲۰ نفر جمعیت داشته و تراکم جمعیتی آن، ۴۴٫۴۴ نفر در هر کیلومتر مربع بوده است.